# Ferula grigoriewii
Ferula grigoriewii là một loài thực vật có hoa trong họ Hoa tán. Loài này được B.Fedtsch. mô tả khoa học đầu tiên năm 1902.